# 課外授業 ようこそ先輩
『課外授業 ようこそ先輩』（かがいじゅぎょう ようこそせんぱい）は、NHKで1998年4月2日から2016年4月1日まで放送されていた教養番組である。なお、タイトルロゴは上段に「課外授業」、下段に「ようこそ先輩」であるが、タイトルコール音声は逆に「ようこそせんぱい、かがいじゅぎょう」と発音された。

## 概要
毎回、日本を代表する著名人が少年・少女時代に通った母校（原則として小学校）を訪問し、その道を極めるまでの道程を語ったり、実際に後輩の児童生徒たちに自分がやっていることを体験してもらう等の方法で課外授業を行い、交流を深めていく番組であった。
この番組に先立つ類似番組として、1980年代末に放送されたETV8「シリーズ授業」があり、各界の名士が母校（小学校に限らない）の後輩に授業を行ったものが放送された。
2004年、日本賞「教育ジャーナルの部・東京都知事賞」（最優秀番組）を当番組の『おしゃべりマジックで強くなろう』（マギー司郎出演）が受賞した。また2008年には、同じく日本賞の「グランプリ 日本賞」および「コンテンツ部門 青少年向けカテゴリー 外務大臣賞」を、『みんな生きていればいい』（福島智出演）で受賞した。
2012年4月からは、NHK教育テレビでも放送された。NHK総合テレビの放送は、月1回になった。2013年4月からは、教育テレビのみの放送になった。
2016年4月をもって放送終了。18年間の歴史に幕を下ろした。

## 放送時間の変遷
総合テレビ
| 年度             | 初回放送時間                  |
| ---------------- | ----------------------------- |
| 1998             | 木曜日 22:00 - 22:45          |
| 1999（4月-9月）  | 日曜日 11:00 - 11:54          |
| 1999（10月-3月） | 日曜日 10:35 - 11:30          |
| 2000 - 2002      | 日曜日 18:10 - 18:45          |
| 2003 - 2004      | 日曜日 08:25 - 08:57          |
| 2005             | 水曜日 23:15 - 23:45          |
| 2006 - 2007      | 土曜日 09:30 - 10:000         |
| 2008             | 日曜日 13:05 - 13:35          |
| 2009             | 日曜日 08:25 - 08:55          |
| 2010（4月-12月） | 日曜日 08:35 - 09:00          |
| 2010（1月-3月）  | 日曜日 08:25 - 08:55          |
| 2011             | 土曜日 09:30 - 10:00          |
| 2012             | 土曜日 11:30 - 11:54（月1回） |

教育テレビ
| 年度        | 初回放送時間         |
| ----------- | -------------------- |
| 2012 - 2015 | 金曜日 19:25 - 19:48 |

再放送
- 2004年度まで - 火曜日深夜（水曜日未明）
- 2005年度（4月-9月） - 原則、毎週金曜日深夜（土曜日未明）
- 2005年度（10月-3月） -  原則、日曜日13:50 - 14:20。なお年度を通し、教育テレビと衛星第2テレビ（木曜日3:30 - 4:00）でも放映あり
- 2006年度 - 教育テレビ・日曜日8:05 - 8:35
- 2007、2008年度 - 教育テレビ・月曜日0:00 - 0:30
- 2010年度 - BS2・水曜日11:00 - 11:30
- 2012年度 - 教育テレビ・日曜日14:00 - 14:23
- 2013年度 - 教育テレビ・木曜日15:00 - 15:23
- 2014、2015年度 - 教育テレビ・月曜日12:25 - 12:48

備考
- 2004年度から副音声解説放送を開始。
- 2006年度からハイビジョン映像で撮影されるようになった。また、デジタル放送での副音声解説放送もステレオ2音声放送となった。アナログ放送とNHKワールド・プレミアムでは14:9（2010年4月放送分より16:9に変更）の映像比率で放送されている。BS2のデジタル放送では標準画質であるものの映像比率は16:9である。
- 2009年4月からNHKワールド・プレミアムも総合テレビと同じ時刻で放送され、ノンスクランブルで視聴可能となる（本番組のノンスクランブル放送は2012年3月で打ち切り）。ワールド・プレミアムは副音声解説、字幕放送ともになし。ただし、内容によっては放送権の都合で休止となる場合（主にスポーツ関係者が登場する回）があり、総合テレビ金曜日夜19:30枠の地域情報番組（関東地方以外のもの）に差し替えられることがある。また、新たにNHKワールドTVでも英語主音声で放送を開始（本編吹き替えだけでなくテーマ音楽も英語に差し替えられている）。また、通常放送の場合でも国際放送向けに一部映像を差し替えて編集されたもの（かぶせ放送とは別の手法）が放送される場合もある。
- 2009年度は、九州・沖縄8県9局でこの放送枠を金曜日夜の地域情報番組の再放送に充てるため、教育テレビ土曜日10:00 - 10:30に振り替え。またこれにより、同枠の『すイエんサー』再放送がなくなる。また、北海道地方では2009年10月から2010年3月まではこの放送枠を地域情報番組（隔週で『この街きらり☆』、『北海道釣り紀行』）に充てる関係から、総合テレビ日曜日10:50 - 11:20に振り替え、1週遅れでの放送となっていた（番組編成の関係上、1日で2週分まとめて放送されたこともある他、北海道の一部地域では時差放送の時間帯に放送体験クラブの放送があった関係で未放送に終わった回もある）。
- 2010年度は同年4月から12月まで近畿地方のみ同日10:25 - 10:50に時差放送されていた。これは、ローカル番組『ビジネス新伝説 ルソンの壺』が7:45 - 8:10に放送されるため、本枠とほぼ同時刻の8:30 - 9:00に『週刊こどもニュース』を放送することによるものであった。
- 2011年度の放送については同年3月11日の東日本大震災の発生を受け、最初の半年間は本編開始前に出演者からのメッセージが30秒間放送されていた（実質的に9:30.30が本編開始の時間となっていた）。そのため最初に「字幕放送」テロップを出し、30秒後の本編開始後に「解説放送（副音声）」テロップを出していた（NHKワールド・プレミアムは表示なし）。
- 2011年6月からは月末の最終土曜日のみ『NHKニュースおはよう日本』で平日6時台後半に放送されている「まちかど情報室」のコーナーからこの1カ月間に放送された総集編である「月間まちかど情報室」として放送する（字幕放送あり。NHKワールド・プレミアムも国内同時放送）。中部ブロック（東海北陸地方）は通常通り『中学生日記』の差し替え放送を行うため、同日時差放送となる（6月25日は16:00〜16:30）。また、九州沖縄ブロックは月に一度『俳句紀行シリーズ 海の細道をゆく』差し替え放送のため、翌日曜日17:30からの放送となる（該当日が大相撲中継時は大幅にずれることがある）。
- 2012年度は、NHK教育テレビで金曜日の19:25 - 19:48枠に放送されることになった。そのため、NHK総合テレビでの放送は、土曜日の11:30 - 11:54枠に放送されている『目撃!日本列島』の時間に月1回の放送になった。
- 新作の放送は2016年2月26日の放送が最後であった。

## 放送リスト
過去の放送回が再放送された日を除く。

### 1998年
| 放送日   | 先輩                        | タイトル                                 |
| -------- | --------------------------- | ---------------------------------------- |
| 4月2日   | 桂三枝 （現・六代目桂文枝） | 落語は想像力の教科書や!                  |
| 4月9日   | 原田泰治                    | 絵は故郷から生まれる                     |
| 4月16日  | 九重貢 （千代の富士）       | 負けておぼえる相撲かな                   |
| 4月23日  | 陳建一                      | うまさの秘密は思いやり                   |
| 4月30日  | 工藤美代子                  | 人間を文章にするのは面白い               |
| 5月7日   | 安藤忠雄                    | 安藤流・寄り道のススメ                   |
| 5月14日  | 森村泰昌                    | 名画に侵入!美術の不思議体験              |
| 5月21日  | 篠塚建次郎                  | ボクは砂漠で夢をつかんだ                 |
| 5月28日  | 野田秀樹                    | 体で感じる“勇気”と“信頼”                 |
| 6月4日   | 田嶋陽子                    | 女らしさ 男らしさってな〜に?             |
| 6月11日  | 間寛平                      | 自然流生きかた入門                       |
| 6月18日  | 坂田明                      | 吹けや 歌えや 故郷は音楽だ               |
| 6月25日  | イッセー尾形                | ひとり芝居でもうひとりの自分を見つけよう |
| 7月16日  | 大場満郎                    | ぼくらは冒険王 迷わず進め正直の道        |
| 7月23日  | 池田理代子                  | 歴史は物語であふれてる                   |
| 7月30日  | 中村征夫                    | 生命を見つめるまなざし                   |
| 8月20日  | 荒俣宏                      | この世は怪奇のワンダーランド             |
| 8月27日  | 小林克也                    | リズムで覚える感じる英語                 |
| 9月3日   | 木村晋介                    | 法律はみんなの自由のために               |
| 9月10日  | 三國清三                    | お皿に描く故郷の恵み                     |
| 9月17日  | 増田明美                    | 走って、ころんで、また走れ!              |
| 9月24日  | ねじめ正一                  | みんなで作ろう!高円寺純情詩集            |
| 10月1日  | 佐高信                      | ホンモノを見ぬく眼                       |
| 10月8日  | 岩井俊雄                    | パラパラ漫画がアートになった!            |
| 10月15日 | 天童よしみ                  | 心で歌え 演歌は浪花のど根性              |
| 10月22日 | 川崎徹                      | 学校をコマーシャルしよう                 |
| 10月29日 | 藤田紘一郎                  | カイチュウ博士の寄生虫はお友だち         |
| 11月5日  | 大森一樹                    | 映画作りは愛と正義と友情と…              |
| 11月12日 | 日比野克彦                  | 見えないものが見えてきた!                |
| 11月19日 | 大石芳野                    | じっと見つめて心でシャッターを           |
| 11月26日 | 中畑清                      | 大声で…、夢をつかみ捕れ!                 |
| 12月3日  | 吉原すみれ                  | 探せ!たたけ!自分の音を                   |
| 12月10日 | 山本寛斎                    | 体ごとさけべ!そこに本当の君がいる        |
| 12月17日 | 井上三千子                  | 舞って知る 日本のこころ                  |

### 1999年
| 放送日   | 先輩         | タイトル                                      |
| -------- | ------------ | --------------------------------------------- |
| 1月7日   | 東儀秀樹     | ふしぎな音色 雅楽に挑戦!                      |
| 1月14日  | 石井幹子     | 光が学校へやってきた                          |
| 1月21日  | 具志堅用高   | 最後まであきらめるな めざせ人生のチャンピオン |
| 1月28日  | 小泉武夫     | 微生物は超能力者だ                            |
| 2月4日   | 宮川大助     | みんなで作る ふるさとの民話                   |
| 2月18日  | 吉原耕一郎   | チンパンジーが先生になった!?                  |
| 2月25日  | 内館牧子     | みんなで書いたラブシーン                      |
| 3月4日   | 稲本正       | 森と遊ぶ 木に学ぶ                             |
| 3月11日  | 小椋佳       | だれもがソングライター                        |
| 3月18日  | 佐藤しのぶ   | あなたに届け わたしの声                       |
| 4月11日  | 高城剛       | マルチメディアは混ぜる!が基本                 |
| 4月18日  | 河内家菊水丸 | 河内音頭でホンネ爆発!                         |
| 4月25日  | 貫戸朋子     | 戦争を学ぶ 命を考える                         |
| 5月2日   | 布施英利     | ダ・ヴィンチ先生の美術解剖学教室              |
| 5月9日   | 仙頭直美     | 見つめてみよう!大切なもの                     |
| 5月16日  | 丸山浩路     | 手話はこころのメッセージ                      |
| 5月23日  | 泉麻人       | 泉流 街かど発見コラム術                       |
| 5月30日  | 高野進       | 富士を走れ 自立のススメ                       |
| 6月6日   | 村田吉弘     | 京料理はなんでもあり                          |
| 6月13日  | 五木ひろし   | 心の故郷で夢を咲かせよう                      |
| 6月20日  | 橋口譲二     | 写真がつなぐあなたと私                        |
| 6月27日  | 萩本欽一     | “笑い”入門 愉快に生きる                       |
| 7月4日   | 伊達公子     | 決めろ!明日へのリターンエース                 |
| 7月11日  | 北原照久     | 作るぞ!みんなの宝物博物館                     |
| 7月18日  | 海野和男     | ムシはなんでも知っている                      |
| 9月12日  | 野村萬斎     | 狂言の笑いは“型”でござる                      |
| 9月19日  | 松尾葉子     | タクトでみんなの気持ちを伝えよう              |
| 9月26日  | 佐和隆光     | 子どものための経済入門                        |
| 10月3日  | 熊坂孝明     | お菓子は夢のキャンバスだ!                     |
| 10月10日 | 吉田明       | 地球は偉大な焼き物だ!                         |
| 10月17日 | 大八木淳史   | 心にパス!友情にトライ!                        |
| 10月24日 | 庵野秀明     | 出会いをアニメで記録しよう                    |
| 10月31日 | 辻けい       | あなたの色に染まりたい                        |
| 11月7日  | 岡村道雄     | 縄文時代にタイムトラベル                      |
| 11月14日 | 五味太郎     | 伝える魔法!絵と言葉                           |
| 11月21日 | 林英哲       | 心に響け!ふるさとの太鼓                       |
| 11月28日 | 鴻上尚史     | “こえ”と“からだ”で遊ぼう                      |

### 2000年
| 放送日   | 先輩           | タイトル                            |
| -------- | -------------- | ----------------------------------- |
| 1月16日  | 石踊達哉       | “自分流”の絵に挑戦!                 |
| 1月23日  | 住明正         | 天気で知ろう 科学の心               |
| 1月30日  | 南流石         | 自分発見!ダンス天国                 |
| 2月6日   | 名嘉睦稔       | からだで感じる島の色                |
| 2月13日  | 江川悦子       | 子どもたちの大変身!                 |
| 2月20日  | 古田敦也       | 記録でつかめ チームの勝利           |
| 4月2日   | 小堺一機       | 会話でさがせ心の宝                  |
| 4月9日   | 高田延彦       | いっぱい負けて強くなれ!             |
| 4月16日  | 里中満智子     | マンガで発見!人生のドラマ           |
| 4月23日  | 飯野賢治       | ゲームで体験! “!（ビックリ）”の世界 |
| 4月30日  | 照屋林賢       | ふるさとの言葉で心の歌を…           |
| 5月7日   | 熊谷喜八       | おいしい時は どんな時?              |
| 5月21日  | 綾戸智絵       | 毛穴で感じるミュージック            |
| 6月4日   | 木下伸市       | 弾いてたたこう!みんなの気持         |
| 6月11日  | Mr.マリック    | マジックは君を変える魔法だ          |
| 6月18日  | 有森裕子       | くるしい顔がいい顔・本当の自分      |
| 6月25日  | コシノジュンコ | 作って見て感じて!服はメッセージ     |
| 7月2日   | 土屋賢二       | 笑えばわかる!?哲学のススメ          |
| 7月9日   | 小林恭二       | 夏来る 五・七・五でいざ勝負         |
| 7月16日  | 中村橋之助     | 作ろう!みんなで創作歌舞伎           |
| 7月23日  | 佐藤雅彦       | 考え方を考えるでござーる            |
| 7月30日  | 崔洋一         | 他人を知ってボクを知る              |
| 8月13日  | 鯨井保年       | 海に学ぼう!チャレンジ精神           |
| 8月20日  | 藤原新也       | 嫌なものの向こうに何がある          |
| 8月27日  | 紙屋克子       | 看護は心のキャッチボール            |
| 9月3日   | 森末慎二       | 潜在能力を引きだせ!                 |
| 9月10日  | ちばてつや     | いかせ！君のキャラクター            |
| 9月24日  | 田崎真也       | 香りに聞こう!人生の楽しみ方         |
| 10月8日  | 伊藤みどり     | 氷上の贈りもの・勇気と喜び          |
| 10月15日 | 長谷川逸子     | つくってみよう 夢の家               |
| 10月22日 | 篠原勝之       | 君の心に火を燃やせ                  |
| 10月29日 | 細野晴臣       | 耳をすませ!街は音のワンダーランド   |
| 11月5日  | 平田オリザ     | 創作劇をつくろう!                   |
| 11月12日 | 加藤登紀子     | つくるぞ!歌うぞ!魂の詩              |
| 11月19日 | セイン・カミュ | 外国人と友達になろう!               |
| 11月26日 | 舟越桂         | 彫りだせ！世界でひとつの自分像      |
| 12月3日  | 森津純子       | 死をみつめ 生を考える               |
| 12月10日 | さだまさし     | 手紙から歌が生まれる                |
| 12月17日 | 糸井重里       | 思いよ伝われ!コトバは超能力         |
| 12月24日 | 阿川尚之       | 民主主義ってむずかしい?             |

### 2001年
| 放送日   | 先輩                              | タイトル                               |
| -------- | --------------------------------- | -------------------------------------- |
| 1月7日   | 桂文珍                            | 自分を笑えば世界が広がる               |
| 1月14日  | 福田敏男                          | みんなでロボットになってみよう         |
| 1月21日  | ショー・コスギ                    | ハリウッドスター・夢実現への道         |
| 1月28日  | 瀬名秀明                          | 博士になって小説を書こう               |
| 2月4日   | 平山ユージ                        | きのうの自分より高く                   |
| 2月11日  | 長崎宏子                          | 水のパワーでリラックス                 |
| 2月18日  | 見城徹                            | 感動を編集しよう                       |
| 2月25日  | 森下洋子                          | バレエほど素敵なものはない             |
| 3月4日   | 岡部哲也                          | ピンチはチャンスだ                     |
| 3月11日  | 河合隼雄                          | 心と心は通じあう!?                     |
| 3月18日  | 勅使川原三郎                      | 吸って!はいて!踊ろう!                  |
| 4月1日   | 天満敦子                          | 思い出をバイオリンにのせて             |
| 4月8日   | 横尾忠則                          | 模写はアートの始まりだ!                |
| 4月15日  | 竹中平蔵                          | 街で探そう!ビジネスチャンス            |
| 4月22日  | 椎名誠                            | 人生は探検だ!                          |
| 4月29日  | 妹尾河童                          | 河童流モノの見方 覗き方                |
| 5月6日   | 冨田幸光                          | 化石から探れ!巨大恐竜の正体            |
| 5月13日  | 羽生善治                          | 将棋は対話なり                         |
| 5月20日  | 小池修一郎                        | ミュージカルで恥ずかしさを乗りこえよう |
| 5月27日  | 嵐山光三郎                        | 多摩の細道 俳句で死を思う              |
| 6月3日   | 白石加代子                        | 語りでつくる飛び出す絵本               |
| 6月10日  | いっこく堂                        | 腹話術で主張 いつもは言えないこと      |
| 6月17日  | 近藤等則                          | メチャクチャして探せ!君の音楽          |
| 6月24日  | 須磨久善                          | 生命の鼓動を見つめる                   |
| 7月1日   | 河原敏文                          | CGで夢を描け!                          |
| 7月8日   | 柄本明                            | 演じてつかめ 絶望と希望                |
| 7月15日  | 島田雅彦                          | 恋愛小説家になる方法                   |
| 7月22日  | 假屋崎省吾                        | 元気を生けよう!生け花入門              |
| 7月29日  | 榊佳之                            | 遺伝子から見つめるぼくらの未来         |
| 9月9日   | 阿久悠                            | 耳をすませば言葉が生まれる             |
| 9月16日  | 片岡鶴太郎                        | 感じたままに正直に                     |
| 9月23日  | 片山右京                          | 君の体は心が動かす                     |
| 9月30日  | 寒川猫持                          | 恋もトホホも短歌でスッキリ             |
| 10月7日  | 城之内ミサ                        | 音は記憶のゆりかごだ                   |
| 10月14日 | 粟津潔                            | 感じたままに正直に                     |
| 10月21日 | 田村能里子                        | 描け!壁画・やさしく深く                |
| 10月28日 | 藤森照信                          | 家は自分で建てよう!                    |
| 11月4日  | スクリーミング・ マッド・ジョージ | 発想はバクハツやでー!                  |
| 11月11日 | 田内文枝                          | 自分にできることって何だろう           |
| 11月18日 | 加藤敬二                          | 歌って踊って気持伝えたい               |
| 11月25日 | 重松清                            | 小説は身近なひとの再発見               |
| 12月2日  | 井筒和幸                          | 映画は最高のお祭りや!                  |
| 12月9日  | 小川三夫                          | 知恵と工夫で建てる心の柱               |
| 12月16日 | 土佐信道                          | 明和電機流・役に立たないモノ作り       |
| 12月23日 | 長谷川滋利                        | 大リーグ式・心のコントロール術         |

### 2002年
| 放送日   | 先輩         | タイトル                                   |
| -------- | ------------ | ------------------------------------------ |
| 1月6日   | 八谷和彦     | 馬に乗ったら 未来が見えた                  |
| 1月13日  | 玄侑宗久     | 人生は自分が作る物語                       |
| 1月20日  | 海部宣男     | 星空のかなたに宇宙人を探せ                 |
| 1月27日  | 荒木経惟     | イイ顔を撮ろう                             |
| 2月3日   | 中村有志     | パントマイムでのびのびしよう               |
| 3月3日   | 西江雅之     | ことばは演奏だ                             |
| 3月10日  | 鈴木重子     | 自分の音を探そう                           |
| 4月7日   | 舞の海秀平   | 土俵で学ぶ勝負のこころ                     |
| 4月14日  | 矢口高雄     | ふるさとって何ですか                       |
| 4月21日  | 吉本由美     | かわいいを探そう!                          |
| 4月28日  | 小曽根真     | ジャズは心をつなぐ                         |
| 5月5日   | 香瑠鼓       | 友だちのCMダンスを作ろう                   |
| 5月12日  | 岡本光平     | 墨と遊べ                                   |
| 5月19日  | 川崎和男     | わがままは思いやりになる                   |
| 5月26日  | ホリヒロシ   | 人形が誘う もうひとつの世界                |
| 6月9日   | 吉野建       | よみがえれ島の味                           |
| 6月16日  | 巻上公一     | 宇宙語で話そう・歌おう                     |
| 6月23日  | 黒田征太郎   | 戦争を感じるいのちを描く                   |
| 7月7日   | 角田信朗     | 弱虫たちよ強くなれ!                        |
| 7月14日  | 神保康広     | 優しいパスで勝利をめざせ                   |
| 7月21日  | 清水ミチコ   | 顔マネであこがれの人になろう!              |
| 7月28日  | 市村正親     | 演じてひろがれ!喜びの輪                    |
| 9月1日   | 伊東浩司     | 工夫でこえろ・自分の限界                   |
| 9月8日   | 楳図かずお   | “恐怖”は心の安全装置                       |
| 9月15日  | 小口基實     | 庭に心を映す                               |
| 9月22日  | 奈良美智     | 記憶の自画像を作ろう                       |
| 9月29日  | 太田治子     | 語ってみよう 絵の世界                      |
| 10月6日  | 鷲田清一     | 服を着るのもテツガクなり                   |
| 10月13日 | 的川泰宣     | 飛ばそう!夢のロケット                      |
| 10月20日 | 上田正樹     | のって楽しめ・音楽は熱い!                  |
| 10月27日 | しりあがり寿 | キャラクターを創ろう                       |
| 11月3日  | 山口小夜子   | 世界を着てみよう                           |
| 11月10日 | 立川志の輔   | “間”は口ほどにモノをいう                   |
| 11月17日 | 関野吉晴     | 探検!体験!命を感じる                       |
| 11月24日 | 佐野眞一     | 心のフットワークで事実に迫れ!              |
| 12月1日  | 国本武春     | もっと泣こう!もっと笑おう!浪花節だよ人生は |
| 12月8日  | 森枝卓士     | “おいしい”には理由がある                   |
| 12月15日 | 楠かつのり   | 詩のボクシング・津山モスキート級王座決定戦 |
| 12月22日 | 新宮晋       | 地球の不思議と遊ぼう                       |

### 2003年
| 放送日   | 先輩             | タイトル                          |
| -------- | ---------------- | --------------------------------- |
| 1月5日   | 海老崎粂次       | やればできる!本物の橋を架けよう   |
| 1月12日  | 葉祥明           | 絵本の秘密                        |
| 1月19日  | 古川タク         | 心ドキドキ・落書きに命を吹き込め! |
| 1月26日  | 的場均           | 心を感じて馬と歩く                |
| 2月2日   | 神田山陽         | サヨナラを講談で伝えよう          |
| 2月9日   | 隈研吾           | 作ろう!自由空間                   |
| 2月16日  | 才田春光         | よみがえれ!食べものの皮たち       |
| 2月23日  | 荻原健司         | めざせ!キングオブスキー           |
| 4月6日   | 藤山直美         | みんなで創れ!笑いの舞台           |
| 4月13日  | 照屋年之（ゴリ） | 恥ずかしさを越えて                |
| 4月20日  | なかにし礼       | 書いて見つめる本当の自分          |
| 4月27日  | 青木功           | 工夫で挑め ホールインワン!        |
| 5月4日   | 松原英俊         | 人と森と命の絆                    |
| 5月11日  | ジミー大西       | キャンバスをとびだせ!             |
| 5月18日  | 宇崎竜童         | 創ってみよう 君だけのラブソング   |
| 5月25日  | 香山リカ         | きみの知らないきみを探そう        |
| 6月1日   | 山本一力         | 自分を売りこめ!                   |
| 6月8日   | ヒロヤマガタ     | “感情”“イメージ”を形にしよう!     |
| 6月15日  | 青木定治         | ケーキづくりで自己アピールしよう  |
| 6月22日  | 枡野浩一         | “かんたん短歌”はムズカシイ?       |
| 6月29日  | 9代目玉屋庄兵衛  | 作ってびっくり!からくり人形       |
| 7月6日   | 麻生八咫         | 君の声で映画に命を吹きこめ!       |
| 7月13日  | 生田幸士         | 落としてみよう!コロンブスのタマゴ |
| 8月3日   | 貫戸朋子         | 17歳。戦争を学ぶ 命を考える       |
| 9月7日   | 鈴木大地         | どこまで魚になれるだろう          |
| 9月14日  | 中村元           | 作ろう!ふるさと水族館             |
| 9月21日  | 山口とも         | “ガラクタ”で作ろう 街の組曲       |
| 9月28日  | 長谷川博         | 自然に触れて飛び込んで            |
| 10月5日  | 森山良子         | 一人一人の“ざわわ”を歌おう        |
| 10月12日 | 水口哲也         | ステキな“未来”の作り方            |
| 10月19日 | 清水和夫         | ボクらはクルマと生きている        |
| 10月26日 | 大倉正之助       | 打て!叫べ!能の鼓に挑戦            |
| 11月2日  | 井村雅代         | みんなでめざせ!心のシンクロ       |
| 11月9日  | 石黒正人         | 電波はメッセージの乗り物          |
| 11月16日 | 秋元康           | 発想力で勝負する                  |
| 11月23日 | 本川達雄         | 命の不思議を歌ってみよう          |
| 11月30日 | 小林キユウ       | 写真で気持ちを伝えよう!           |
| 12月7日  | 多和田悟         | 盲導犬は心のパートナー            |
| 12月14日 | 梅若六郎         | 日本の心を能で知ろう!             |

### 2004年
| 放送日   | 先輩             | タイトル                          |
| -------- | ---------------- | --------------------------------- |
| 1月18日  | 桐竹勘十郎       | 文楽人形で想いを表現!             |
| 1月25日  | 山下泰裕         | 強くなるほど優しくなれ            |
| 2月1日   | 姜尚中           | 世界と出会う 自分と出会う         |
| 2月8日   | 嘉門達夫         | やさしい笑いはみんなをつなぐ      |
| 2月15日  | 吉川壽一         | 字をつくるのは楽しい              |
| 4月4日   | 高橋克彦         | ことばで羽ばたけ!朗読劇           |
| 4月11日  | 山下洋輔         | 音楽の夢「ドオン!」をめざして     |
| 4月18日  | 中野浩一         | ペダルを踏んで夢に挑む            |
| 4月25日  | 平野レミ         | おいしさは発明だ!                 |
| 5月9日   | 坂茂             | 紙の家で世界とつながろう!         |
| 5月16日  | 山本容子         | 絵に描きにくいモノを版画にしよう! |
| 5月23日  | マギー司郎       | おしゃべりマジックで強くなろう    |
| 5月30日  | 村田兆治         | 挑戦! 本気でキャッチボール        |
| 6月6日   | 松井龍哉         | ロボットで人の心を動かそう        |
| 6月13日  | 鈴木光司         | 怖さを見つめて物語を作ろう        |
| 6月20日  | 綾小路きみまろ   | 涙と笑いの人生漫談                |
| 6月27日  | 田島征三         | 地球をキャンバスに絵本を作ろう    |
| 7月4日   | 奥田瑛二         | 無声映画を作ろ!                   |
| 7月11日  | 安田侃           | 石に刻め!自分のこころ             |
| 9月5日   | 赤井英和         | 強さってなんだろう                |
| 9月12日  | 長倉洋海         | 世界に広がれ!笑顔の力             |
| 9月19日  | 夏木マリ         | 新しい「自分」を表現しよう!       |
| 9月26日  | 西村一広         | 風と友達になろう                  |
| 10月3日  | 土井香苗         | 「国作り」で考える 未来の平和     |
| 10月10日 | 谷村新司         | ハガキでラジオショーを作ろう      |
| 10月17日 | やくみつる       | マンガで小言を言ってみよう        |
| 10月31日 | 亀渕友香         | ゴスペルを歌えば元気が湧く!       |
| 11月14日 | 春風亭小朝       | 落語で人を楽しませよう            |
| 11月21日 | MAYA MAXX        | 「心の形」を描いてみよう          |
| 11月28日 | 栗林慧           | 虫の気持ちになってみよう!         |
| 12月5日  | やまさわたけみつ | パントマイムは心の言葉!           |

### 2005年
| 放送日   | 先輩         | タイトル                       |
| -------- | ------------ | ------------------------------ |
| 1月23日  | coba         | ライブで自分を輝かせよう!      |
| 1月30日  | 星野仙一     | 悔しさを見つめる               |
| 2月6日   | 若田光一     | 宇宙飛行士に挑戦!              |
| 2月13日  | 渡辺えり子   | 演劇は心のキャッチボール       |
| 2月20日  | 成田真由美   | 諦めない気持ちで泳いでみよう!  |
| 2月27日  | 佐野史郎     | 21世紀の怪談さがし             |
| 3月30日  | 松井秀喜     | 夢を夢で終わらせない           |
| 4月6日   | ヤノベケンジ | 未来を創るのは空想力やで!      |
| 4月13日  | 甲野善紀     | 呼び起こせ“日本人のチカラ”     |
| 4月20日  | 佐々木幹郎   | 言葉はからだの中にある         |
| 4月27日  | 荒川修作     | 過激な家で元気を作れ!          |
| 5月4日   | 松井守男     | キミだけの光を描こう!          |
| 5月11日  | 宮本亜門     | 人をおもう 命をおもう          |
| 5月18日  | 三輪休雪     | 土で叫べ!裸の自分              |
| 5月25日  | 一龍斎貞水   | 話すってえのはおもしろいぞ     |
| 6月8日   | 北村薫       | ナゾから始まる物語             |
| 6月15日  | 平松礼二     | 日本の色ってなんだろう         |
| 6月22日  | 長倉洋海     | 世界に広がれ!笑顔の力          |
| 6月29日  | 白石康次郎   | 夢は必ずかなえられる           |
| 7月6日   | 早坂暁       | 伝えたい遍路の心               |
| 7月13日  | 鎌田慧       | 人に合う 話しを聞く            |
| 7月27日  | 太田達       | 京菓子できみの心を伝えよう     |
| 8月24日  | 伊藤有壱     | 粘土の命を吹き込もう!          |
| 9月14日  | カシアス内藤 | 夢は敗れない                   |
| 9月21日  | イルカ       | 見つめよう「こころね」         |
| 9月28日  | 稲越功一     | ふるさと 心に刻む風景          |
| 10月5日  | 角田光代     | 小説入門 誰かになりきる        |
| 10月19日 | 菊地信義     | 自分の「生きる」を表紙にしよう |
| 10月26日 | 水前寺清子   | 校歌が私の応援歌               |
| 11月2日  | 山本ひろし   | 自分をはげます元気のもと       |
| 11月9日  | 朝崎郁恵     | 別れのうた 島のこころ          |
| 11月16日 | 奥本大三郎   | 作ろう!みんなの昆虫記          |
| 11月23日 | アニマル浜口 | 自分の弱さに打ち勝て!          |
| 12月1日  | 勝俣悦子     | 海獣って幸せかな?              |
| 12月7日  | 荒井良二     | 絵本の中のぼくわたし           |
| 12月14日 | 松尾スズキ   | 12歳の大人計画                 |

### 2006年
| 放送日   | 先輩               | タイトル                                  |
| -------- | ------------------ | ----------------------------------------- |
| 1月4日   | 北澤豪             | 観て・考えて・動く                        |
| 1月11日  | 矢崎滋             | 自分を見つめる自己紹介                    |
| 1月18日  | 綿井健陽           | 幸せを撮る 幸せを考える                   |
| 1月25日  | 仲畑貴志           | 見つけよう! 自分の言葉                    |
| 2月1日   | 武田双雲           | 心を動かす書を書こう                      |
| 2月8日   | 村上豊             | 挿絵で考える“ニンゲン”                    |
| 3月1日   | 石川文洋           | 卒業写真 12歳のココロを撮ろう             |
| 3月8日   | 石田衣良           | そしてこれから…どう生きる?                |
| 3月15日  | 栗山和樹           | 21世紀はだれでもモーツァルト              |
| 4月8日   | 高木敏子           | 私たちの町で戦争があった                  |
| 4月15日  | ヒダノ修一         | 打てば響くみんなの思い                    |
| 4月22日  | 柳本晶一           | ボールをつなぐ。心をつなぐ                |
| 4月29日  | 長友啓典           | じ〜っと、見つめて心にスケッチ!           |
| 5月6日   | 原田泰治           | 二十歳の同窓会 原田泰治とこどもたちの約束 |
| 5月13日  | 立松和平           | いのちを考えつづけよう                    |
| 5月27日  | 広瀬幸雄           | なんで?なんで?が化学のはじまり            |
| 6月3日   | 山崎貴             | 豊かさって何だろう                        |
| 6月10日  | 藤木勇人           | 心に染めよう オジィオバァのことば         |
| 6月17日  | 武藤政彦           | 自分と出会う からくり箱                   |
| 6月24日  | 塩野米松           | 聞きたい!聞こう!達人のことば              |
| 7月1日   | リリー・フランキー | ラブレターを書こう                        |
| 7月29日  | 梯剛之             | 見えないから見えるもの                    |
| 8月5日   | 梅沢由香里         | プレッシャーは希望                        |
| 8月26日  | 沢則行             | 視点を変えて楽になろう                    |
| 9月2日   | 吉田戦車           | ありえねぇ!のススメ                       |
| 9月9日   | 伊豆蔵明彦         | いのちの色を染める                        |
| 9月23日  | 挟土秀平           | 弱いものが集まって強くなる                |
| 10月7日  | 伊奈かっぺい       | 言葉遊びで短所を笑おう                    |
| 10月14日 | 大木トオル         | ブルースは魂の応援歌                      |
| 10月21日 | 奥山清行           | デザインは大切な人の為                    |
| 11月11日 | 中島誠之助         | お宝ってなんだろう!?                      |
| 11月18日 | 星野佳路           | “ふるさと”のこと知ってる?                 |
| 11月25日 | なぎら健壱         | 作ろうわが町の人物伝                      |
| 12月2日  | 山海嘉之           | ロボットで未来を考える                    |
| 12月9日  | 神田陽子           | 底力を叩き出せ!                           |
| 12月16日 | 大山のぶ代         | 伝えよう!励ましの心                       |
| 12月30日 | 金子兜太           | 金子兜太のいのちを抱きしめよう!           |

### 2007年
| 放送日   | 先輩                              | タイトル                                   |
| -------- | --------------------------------- | ------------------------------------------ |
| 1月6日   | 中村哲                            | 何もないとこからはじめよう                 |
| 1月13日  | 田中正人                          | 自分に厳しく 仲間に厳しく                  |
| 1月20日  | 祖父江慎                          | イヤーンはステキ                           |
| 2月3日   | 高石ともや                        | 故郷をうたえ!                              |
| 2月10日  | 矢野顕子                          | 音を楽しむ                                 |
| 2月17日  | 志茂田景樹                        | 思いっきり泣いていいんだ!                  |
| 2月24日  | 福岡伸一                          | 食べて感じる命のつながり                   |
| 3月3日   | 末永蒼生                          | 絵で心の掃除をしてスッキリしよう!          |
| 3月10日  | 内原智史                          | 暗闇を好きになる                           |
| 3月17日  | 辻口博啓                          | 再発見 ふるさとの食                        |
| 3月31日  | 中村好文                          | 建築はイマジネーションだ!                  |
| 4月7日   | 川満聡                            | 笑いは心のビタミン                         |
| 4月14日  | 鈴木敏夫                          | 伝わる地図を描く                           |
| 4月21日  | 白井貴子                          | ロックは自分への応援歌                     |
| 5月5日   | 河瀬直美                          | 二十歳の同窓会                             |
| 5月12日  | アンネット・一恵・ ストゥルナート | 生きる つながる 呼吸する                   |
| 5月26日  | 柳家花緑                          | 笑ってカベを低くしよう                     |
| 6月2日   | 広瀬飛一                          | 大切なものは島にある                       |
| 6月16日  | 島田洋七                          | じいちゃん、ばあちゃんのがばい人生を知ろう |
| 6月30日  | 小林研一郎                        | “心を動かす贈り物”って何だろう?            |
| 7月7日   | 原一男                            | 母を撮る                                   |
| 7月21日  | 清水義範                          | 再発見!どえりゃ〜名古屋                    |
| 7月28日  | 辰野勇                            | “こわがり”だからできること                 |
| 8月4日   | 堀田力                            | みんなで作る。イジメをなくす憲法           |
| 8月25日  | 渡部又兵衛                        | ニュースを“笑え”                           |
| 9月1日   | 箭内道彦                          | 言えなかったこと 告白します                |
| 9月8日   | 荒川静香                          | スケートでつなぐ みんなの心                |
| 9月15日  | 島尾伸三                          | ケンムンの島の宝物                         |
| 9月22日  | 藤村靖之                          | 便利を少し捨ててみよう                     |
| 10月13日 | 近藤典子                          | モノと上手につきあおう                     |
| 10月20日 | 深澤直人                          | 幸せを運ぶデザイン                         |
| 11月3日  | 竹井正和                          | 「生きる」をテーマに雑誌をつくろう         |
| 11月10日 | 鎌田實                            | 聞く力は生きる力                           |
| 11月17日 | 小菅正夫                          | 発見!ボクもワタシも動物だ                  |
| 11月24日 | 坂本博之                          | 拳で伝えろ                                 |
| 12月1日  | マリー                            | 自分の花を咲かせよう                       |
| 12月8日  | 山村浩二                          | 心を絵にする                               |
| 12月15日 | 吉原知子                          | アタックは“ありがとう”                     |
| 12月22日 | 田中真弓                          | 大切な人へ 声の手紙を                      |

### 2008年
| 放送日   | 先輩         | タイトル                                    |
| -------- | ------------ | ------------------------------------------- |
| 1月5日   | 宇津木妙子   | あきらめないで、もう一歩!                   |
| 1月12日  | 立木義浩     | 見れば見るほど見えてくる                    |
| 1月19日  | 上橋菜穂子   | 作ろう!ファンタジーワールド                 |
| 1月26日  | さかなクン   | “胸がキュン”を伝えよう!                     |
| 2月2日   | 為末大       | こえよう!走りの限界                         |
| 2月9日   | 池内了       | “50年後の地球”を考える                      |
| 2月23日  | 塚本こなみ   | 木の声が聞こえる?                           |
| 3月1日   | 高見のっぽ   | よろこんでもらうって楽しい                  |
| 3月8日   | 戸井十月     | 近所の外国人に「はじめまして!」             |
| 3月15日  | 田中博史     | 教えることに挑戦しよう                      |
| 4月6日   | ルー大柴     | ビッグなドリームをキャッチキャッチキャッチ! |
| 4月13日  | 吉岡忍       | ノンフィクションは切り開く力                |
| 4月20日  | うるまでるび | ぶつかりあって作れ おもしろキャラ           |
| 5月4日   | 田中泯       | わたしのからだに目覚めよう                  |
| 5月11日  | 小林幸子     | 心をこめて“ありがとう”                      |
| 5月18日  | 佐藤弘道     | 17歳 親からの自立宣言                       |
| 5月25日  | 前田知洋     | マジックは自分らしさだ!                     |
| 6月1日   | あさのあつこ | わたしへのラブレター                        |
| 6月15日  | 吉幾三       | オラが母校にささげる歌                      |
| 6月22日  | 福島智       | みんな生きていればいい                      |
| 6月29日  | 枡野俊明     | ぼーっとしよう!感じよう!                    |
| 7月13日  | 鳥羽一郎     | 歌え!こころの海を                           |
| 7月20日  | 押井守       | “見方”を変えて 退屈をけとばせ               |
| 7月27日  | 古賀稔彦     | あきらめからは何も生まれない                |
| 8月31日  | 西本智実     | 一歩踏み出す勇気                            |
| 9月7日   | 徳光和夫     | めざせ!“好き”になる名人                     |
| 9月14日  | 上川徹       | ルールは自由の源だ                          |
| 9月21日  | 藤原道山     | 壁また壁!だから尺八は面白い                 |
| 9月28日  | 畑村洋太郎   | 失敗は未来へのリハーサル                    |
| 10月12日 | 新藤兼人     | 君はウソをついていないか                    |
| 10月26日 | コウケンテツ | 料理の発想∞（ムゲンダイ）                   |
| 11月2日  | 海老一染之助 | 二人で組めば百人力!                         |
| 11月9日  | コロッケ     | “ものまね”でみんなに笑いを                  |
| 11月30日 | 久米明       | “初恋”をよむ                                |
| 12月7日  | 荻野正二     | 限界をとっぱらえ!                           |
| 12月14日 | 大谷昭宏     | 新聞で考える                                |
| 12月28日 | 坂本冬美     | 夢はかなえるもの                            |

### 2009年
| 放送日   | 先輩           | タイトル                       |
| -------- | -------------- | ------------------------------ |
| 1月4日   | 長渕剛         | “心から叫べ!”                  |
| 1月25日  | 新井満         | 死の実験と生きる役割           |
| 2月1日   | 柿沼康二       | 自分を生きる                   |
| 2月8日   | 鎌田浩毅       | 火山はすごい!                  |
| 2月15日  | 岡村喬生       | 名曲は心で聴く                 |
| 2月22日  | 森山開次       | 全身で伝えよう!                |
| 3月8日   | 森永卓郎       | 幸せなお金の使い方             |
| 3月15日  | 高泉淳子       | 80歳 彼方の自分へ              |
| 4月5日   | 郷ひろみ       | 10年後に輝くために             |
| 4月12日  | 山崎武司       | チームのためって どんなプレー? |
| 4月19日  | 米村でんじろう | “おもしろい”は未来につながる   |
| 4月26日  | パパイヤ鈴木   | レッツ“イイ”ダンス!            |
| 5月3日   | 大黒摩季       | “未来への地図”を作ろう         |
| 5月10日  | エド・はるみ   | 無我夢中ってグ〜!              |
| 5月17日  | 天野祐吉       | 人はコトバでできている         |
| 5月24日  | 今尾恵介       | 地図で昔を想像しよう           |
| 5月31日  | 朝原宣治       | 信じてバトンをつなぐ           |
| 6月7日   | 森本千絵       | “ハッピー”を贈ろう!            |
| 6月14日  | 渡辺貞夫       | サンバDEリズムの輪!            |
| 6月21日  | 篠井英介       | 見えないものを伝えよう         |
| 6月28日  | 八代亜紀       | 親を愛しく思う                 |
| 7月5日   | 笹岡隆甫       | 生け花の美はおもてなし         |
| 7月12日  | 森達也         | 視点を変えれば世界が変わる     |
| 7月19日  | 山極寿一       | ゴリラの気持ちを感じてみよう   |
| 7月26日  | 知花くらら     | 沖縄はおいしい!?               |
| 8月2日   | 堤幸彦         | 15年後の自分へ                 |
| 8月23日  | 田原総一朗     | 徹底討論!戦争と平和            |
| 8月30日  | 友近           | “オモシロイ”に会いに行こう     |
| 9月6日   | 瀬戸清         | 力を合わせて命を救う           |
| 9月13日  | 鄭義信         | 生まれた日の物語               |
| 9月20日  | 鈴木おさむ     | もっとドキドキしよう!          |
| 9月27日  | 覚和歌子       | こころの言葉をさがそうよ       |
| 10月4日  | 伊勢崎賢治     | 武器を持つ?持たない?           |
| 10月11日 | 森田正光       | 自然を感じれば天気が見える     |
| 10月18日 | 田村淳         | 「へぇ〜!」から始めよう        |
| 10月25日 | 山口晃         | みんなのまわりの長〜い時間     |
| 11月1日  | 木村秋則       | 夢を信じる力を育てよう         |
| 11月8日  | 瀬戸内寂聴     | 幸福って何だろう?              |
| 12月6日  | 小宮輝之       | 動物園を作ろう!                |
| 12月13日 | 海堂尊         | カラダはミステリー!?           |
| 12月20日 | 勝間和代       | “得意”を生かして元気10倍!      |
| 12月27日 | 五十嵐威暢     | おもいをカタチにしてみよう     |

### 2010年
| 放送日   | 先輩             | タイトル                         |
| -------- | ---------------- | -------------------------------- |
| 1月3日   | 泉谷しげる       | “きらい”にぶつかれ!              |
| 1月10日  | 杉良太郎         | みんなが生まれる前に震災があった |
| 1月24日  | 桂米團治         | しゃべってみれば、何かが変わる?  |
| 1月31日  | 部谷京子         | 夢を創ろう!                      |
| 2月7日   | ナガオカケンメイ | いいデザインって何だろう?        |
| 3月7日   | 田渕久美子       | 心を掘りまくれ!                  |
| 3月14日  | 鳥越俊太郎       | 『生きる』を宣言                 |
| 3月21日  | 千宗屋           | お茶会へようこそ                 |
| 3月28日  | 西村淳           | 南極流!雪の大お食事会            |
| 4月4日   | 益川敏英         | 仲間と議論しよう!                |
| 4月11日  | 山口智充         | ぐっさん流 人生の楽しみ方        |
| 4月18日  | 柴田理恵         | 親はありがたい!?                 |
| 4月25日  | が〜まるちょば   | 心が動いた瞬間!                  |
| 5月9日   | 佐藤可士和       | 友だちを「デザイン」しよう       |
| 5月16日  | 渡辺淳一         | 表現上手はほめ上手               |
| 5月23日  | 野村克也         | 「失敗」と書いて「成長」と読む   |
| 5月30日  | 石川さゆり       | 歌と出会うって?                  |
| 6月13日  | 杉山愛           | “すること”を楽しむ!?             |
| 6月20日  | 長沼毅           | 生命の起源を旅しよう!            |
| 6月27日  | 紫舟             | 名前に命を吹き込もう             |
| 7月11日  | 坂本冬美         | 夢はかなえるもの                 |
| 7月18日  | 児島玲子         | ねばり強く! しぶとく!            |
| 7月25日  | 赤星憲広         | 勇気を持って 一歩踏み出せ        |
| 8月22日  | 宮忠臣           | 犬の気持ちになってみよう!        |
| 9月5日   | 益若つばさ       | みんな、意見言えてる?            |
| 9月12日  | 大竹しのぶ       | 見つめよう 自分の心              |
| 9月19日  | 大谷貴子         | 命のつながりを感じよう!          |
| 9月26日  | 籔内佐斗司       | 見えない童子を探そう!            |
| 10月3日  | 石塚英彦         | 石ちゃんのまいうー哲学           |
| 10月10日 | 前野博紀         | 花でふるさとを生けよう!          |
| 10月17日 | 小池昌代         | 奥へ 奥へ 心の奥へ               |
| 10月31日 | 御厨貴           | 政党ってなんだろう               |
| 11月7日  | 林家たい平       | 日常会話を落語にしよう           |
| 11月28日 | 南木佳士         | からだで書こう!                  |
| 12月5日  | 魔裟斗           | 本気で挑め!                      |
| 12月12日 | 山崎直子         | 宇宙はワンダフル!                |

### 2011年
| 放送日   | 先輩               | タイトル                        |
| -------- | ------------------ | ------------------------------- |
| 1月9日   | 田渕久美子         | 心を掘りまくれ!                 |
| 1月23日  | 清水宏保           | “体話”してみよう!               |
| 1月30日  | 湯浅誠             | 目を向ければ 見えてくる!?       |
| 2月20日  | ピエール瀧         | 人生はカーニバル!               |
| 2月27日  | 堤未果             | 考えてみよう“幸せな国”          |
| 3月20日  | 板東英二           | 野球で人生教えたる!             |
| 4月3日   | 植村花菜           | “未来日記”を書こう              |
| 4月9日   | 黒柳徹子           | トークで心をつなごう            |
| 4月16日  | ファンキー加藤     | ちっぽけな勇気を                |
| 4月23日  | 近藤良平           | からだで伝えよう                |
| 5月21日  | 阿川佐和子         | 今日は聞き手に徹してみよう      |
| 6月4日   | 進藤奈邦子         | めざせ“地球人”!                 |
| 6月11日  | クミコ             | ヘコタレに負けない              |
| 6月18日  | 清川あさみ         | もっと面白いこと考えへん?       |
| 7月9日   | 岩崎夏海           | 『もしドラ』流読書術!?          |
| 7月16日  | 津田大介           | つぶやけば世界が広がる          |
| 7月23日  | 吉岡幸雄           | 豊かな色の世界を知ろう          |
| 10月8日  | 黒木瞳             | 心をひとつにステップ!           |
| 10月15日 | 西村賢太           | “ダメな自分”を書いてみよう      |
| 10月22日 | 栗城史多           | “一歩を越える勇気”を            |
| 11月5日  | 若松孝二           | 今を生きる君たちへ              |
| 11月12日 | マギー審司         | 笑顔のマジック 届けよう         |
| 11月19日 | 村上弘明           | 語り継ごう 先人からのメッセージ |
| 12月3日  | 石原和幸           | 花を贈る 本気を届ける           |
| 12月10日 | 中島盛夫           | 心がゆったり ふるさとの銭湯絵   |
| 12月17日 | サンドウィッチマン | 今こそ大切“笑いの力”            |
| 12月24日 | 戸恒浩人           | 光のチカラ 影のチカラ           |

### 2012年
| 放送日   | 先輩           | タイトル                                  |
| -------- | -------------- | ----------------------------------------- |
| 1月7日   | BEGIN          | 緊張の一瞬 乗り越えて                     |
| 1月14日  | 鈴木桂治       | 本当の強さって何だろう?                   |
| 1月21日  | 石井竜也       | 歌おう あの日をこえて                     |
| 2月4日   | 久本雅美       | アカンがええでに!                         |
| 2月18日  | 鴻巣友季子     | はじめよう“言葉探しの旅”                  |
| 3月3日   | 大畑大介       | “根拠のない自信”でいこう                  |
| 3月17日  | 渡部陽一       | 本当に大切なものって何だろう              |
| 4月28日  | 浅田政志       | 写真をつくる? チカラを撮る!               |
| 4月30日  | 康本雅子       | 身体を使って話をしよう                    |
| 5月26日  | 原田美砂       | “出るくい”になろう                        |
| 5月27日  | カンニング竹山 | 親友のいる人生を                          |
| 6月30日  | 青木敦子       | つくってみよう! 復興の味                  |
| 7月16日  | 武内宏之       | 記事にしよう 未来のふるさと               |
| 7月21日  | 大友良英       | 僕の音 私の音 福島の音                    |
| 8月25日  | 小林純子       | トイレが変わる 心が変わる!?               |
| 9月17日  | 佐々木洋       | 学校は生きもののパラダイス                |
| 9月29日  | 柏葉幸子       | 想像力は未来を創る                        |
| 10月6日  | 森公美子       | 世界に届け! 幸せの歌                      |
| 10月27日 | 山口絵理子     | 働くって楽しい!                           |
| 12月29日 | 宮藤官九郎     | スペシャル 東北弁しゃべろうぜキャンペーン |
| 12月29日 | 村田諒太       | 出会い 苦しいときこそ前に出る             |

### 2013年
| 放送日     | 先輩             | タイトル                            |
| ---------- | ---------------- | ----------------------------------- |
| 1月12日    | 田窪恭治         | ぼくらの学校 ぼくらで作る!?         |
| 1月26日    | しずちゃん       | "好き"に全力                        |
| 2月23日    | 又吉直樹         | 暗くたって いいじゃないか!          |
| 2月24日    | 古田貴之         | ロボットとボクらの未来              |
| 3月9日     | 平間至           | ひとりひとりの卒業アルバム          |
| 3月20日    | 仲道郁代         | 音を心から楽しむ                    |
| 4月5・12日 | 林真理子         | 妄想は未来へのトビラ（前・後）      |
| 4月26日    | 増田セバスチャン | カワイイでつくる幸せのカタチ        |
| 5月17日    | 松谷卓           | 音をスケッチ 音楽を作ろう           |
| 5月31日    | 康本雅子         | 身体を使って話をしよう              |
| 6月14日    | サヘル・ローズ   | 私が生かされてきた理由              |
| 7月19日    | 井本直歩子       | 学校に行こう!マイラブちゃん         |
| 7月26日    | 松村しのぶ       | “目玉”で考えろ!1000万年後の生きもの |
| 8月8日     | 山寺宏一         | モノにはみんな声がある              |
| 8月30日    | 高橋和志         | 鉄は何でも知っている                |
| 9月6日     | 松井冬子         | 幽霊は友だち?                       |
| 9月20日    | 新里英之         | 故郷からチカラをもらおう            |
| 10月4日    | 金田一秀穂       | 辞書にないことばを創ろう            |
| 10月25日   | 長嶺ヤス子       | 故郷を想う≪祈りの踊り≫を創ろう      |
| 11月15日   | 川井郁子         | 音楽を体で感じよう!                 |
| 11月29日   | たかのてるこ     | 世界を旅してビッグになろう!         |
| 12月6日    | 西畠清順         | 植物の気持ちとつながろう            |

### 2014年
| 放送日     | 先輩         | タイトル                            |
| ---------- | ------------ | ----------------------------------- |
| 1月17日    | 三浦大輔     | 一球に賭ける集中力                  |
| 1月31日    | 水木一郎     | ヒーローソングを作ろう              |
| 2月14日    | 三浦豪太     | 恐怖が教えてくれるもの              |
| 2月28日    | 松久信幸     | 最高の調味料はおもてなし            |
| 4月25日    | 畠山美由紀   | 美しい風景を心に刻んで              |
| 5月2日     | 水道橋博士   | 見つけた！意外な自分                |
| 5月16日    | デーモン閣下 | 魔物に変身してみよう                |
| 6月20日    | 角野栄子     | 魔女の物語を作ってみよう!           |
| 7月4日     | 磯田道史     | キミは秀吉を見たか                  |
| 7月25日    | 池田清彦     | 野鳥が喜ぶ町をつくろう              |
| 8月1日     | 岩出雅之     | "尊敬のジャージ"を着よう!           |
| 8月22日    | 宮本慎也     | 快感！ダブルプレー                  |
| 8月29日    | 葛西紀明     | "悔しさ"と向き合え!君もレジェンドだ |
| 9月5・12日 | 伊東豊雄     | 諏訪湖"みんなの家"をつくろう        |
| 9月19日    | 冨永愛       | 怒りってなんだろう?                 |
| 9月26日    | 山田五郎     | 街はキャッチコピーのかたまりだ!     |
| 10月24日   | 桑山紀彦     | ピンチのそばのチャンス              |
| 11月21日   | 長谷川櫂     | 心でとらえた音を俳句に              |
| 12月26日   | 是枝裕和     | カメラを通して世界と出会おう        |

### 2015年
| 放送日   | 先輩           | タイトル                                               |
| -------- | -------------- | ------------------------------------------------------ |
| 1月2日   | 猪子寿之       | 新春スペシャル「ボクの課外授業」デジタルで世界を変える |
| 1月23日  | 髙田明         | 伝わるってなんだろう?                                  |
| 2月6日   | 中園ミホ       | 探してみよう！ 自分のドラマ                            |
| 3月13日  | 吉田兄弟       | つくろう民謡 歌おうふるさと                            |
| 5月8日   | 川田十夢       | "余白"は想像の力                                       |
| 5月15日  | マキタスポーツ | 人生はすべてアレンジだ!                                |
| 5月22日  | 大宮エリー     | "ハッピー"は必ず伝わる?!                               |
| 5月29日  | 多田容子       | 忍者に学ぼう                                           |
| 8月7日   | 小島智子       | “応援”は 難しくて うれしい!?                           |
| 8月14日  | 日野晃博       | 妖怪を作ろう！空想力をみがく                           |
| 8月21日  | ヒャダイン     | 引き出せ！自分のキャラクター                           |
| 9月11日  | 鉄拳           | アングルで世界が変わる!?                               |
| 9月18日  | ヤマザキマリ   | 虫の目で世界を見たら                                   |
| 12月4日  | マックスむらい | 世界は君たちを待っている。                             |
| 12月11日 | 佐藤オオキ     | モノには休み時間がある                                 |
| 12月18日 | 斉藤斎藤       | "わたし"のための 三十一文字                            |
| 12月25日 | 加藤隆生       | 脱出ゲームを作ろう!                                    |

### 2016年
| 放送日  | 先輩       | タイトル                     |
| ------- | ---------- | ---------------------------- |
| 2月5日  | 五味弘文   | 大人に悲鳴をあげさせよう     |
| 2月12日 | 篠原ともえ | 「家族」を服にしよう         |
| 2月19日 | 真鍋大度   | ココロを動かすプログラミング |
| 2月26日 | 川村元気   | 世界から1年2組が消えたなら   |

## テーマソング
- Le Couple 『縁は異なもの』（2007年度まで）
- 周防義和（2008年度から）

## ミス
- 2005年4月27日放送「過激な家で元気を作れ!」では荒川修作の母校として、本人の記憶違いが原因で名古屋市立瑞穂小学校を舞台として放送されたが、実際の母校は隣の名古屋市立御劔小学校であったことが後に判明したことがあった[12]。

## 関連番組
- わくわく授業 わたしの教え方
- ETV8 シリーズ 授業 さまざまな分野で活躍している人物が、母校の教壇に立ち、知識と体験を後輩に語る。